# 婁妃墓
婁妃墓位於江西省南昌市沿江路華光廟8號門前，是明朝宁王朱宸濠之妃娄氏的茔墓。
正德十四年（1519年），甯王朱宸濠兵亂，婁妃曾對寧王泣諫不止。寧王之亂被巡撫南贛都御史王守仁平定後，朱宸濠於檻車中泣曰：“昔紂用婦人言亡天下，我以不用婦人言亡其身，今悔恨何及！”事後婁妃亦投江自盡，王守仁收其屍葬之。
清朝乾隆初年，江西布政使彭家屏修葺婁妃墓，題碑曰“前明宁王庶子宸濠婁妃墓在此”。乾隆四十一年（1776年）署布政使吳翥堂重修。此後婁妃墓還經過多次修繕。婁妃所書“屏翰”二字石刻至今保存完好。
“屏翰”出自《詩經·大雅·板》：“大邦為屏，大宗為翰。”意喻國家重臣。